# Stolliana sabulosa
Stolliana sabulosa är en insektsart som först beskrevs av Carl Stål 1875.  Stolliana sabulosa ingår i släktet Stolliana och familjen Pamphagidae. Inga underarter finns listade i Catalogue of Life.